# Tindamba
Tindamba est un village de la région de l'Est du Cameroun situé dans le département de Lom-et-Djérem. Il se trouve dans l'arrondissement de Bertoua II et dans le quartier de Bertoua-ville.

## Population
En 2005, le village de Tindamba compte 7 424 habitants dont 3 808 hommes et 3 616 femmes.